# Vlašské hodiny

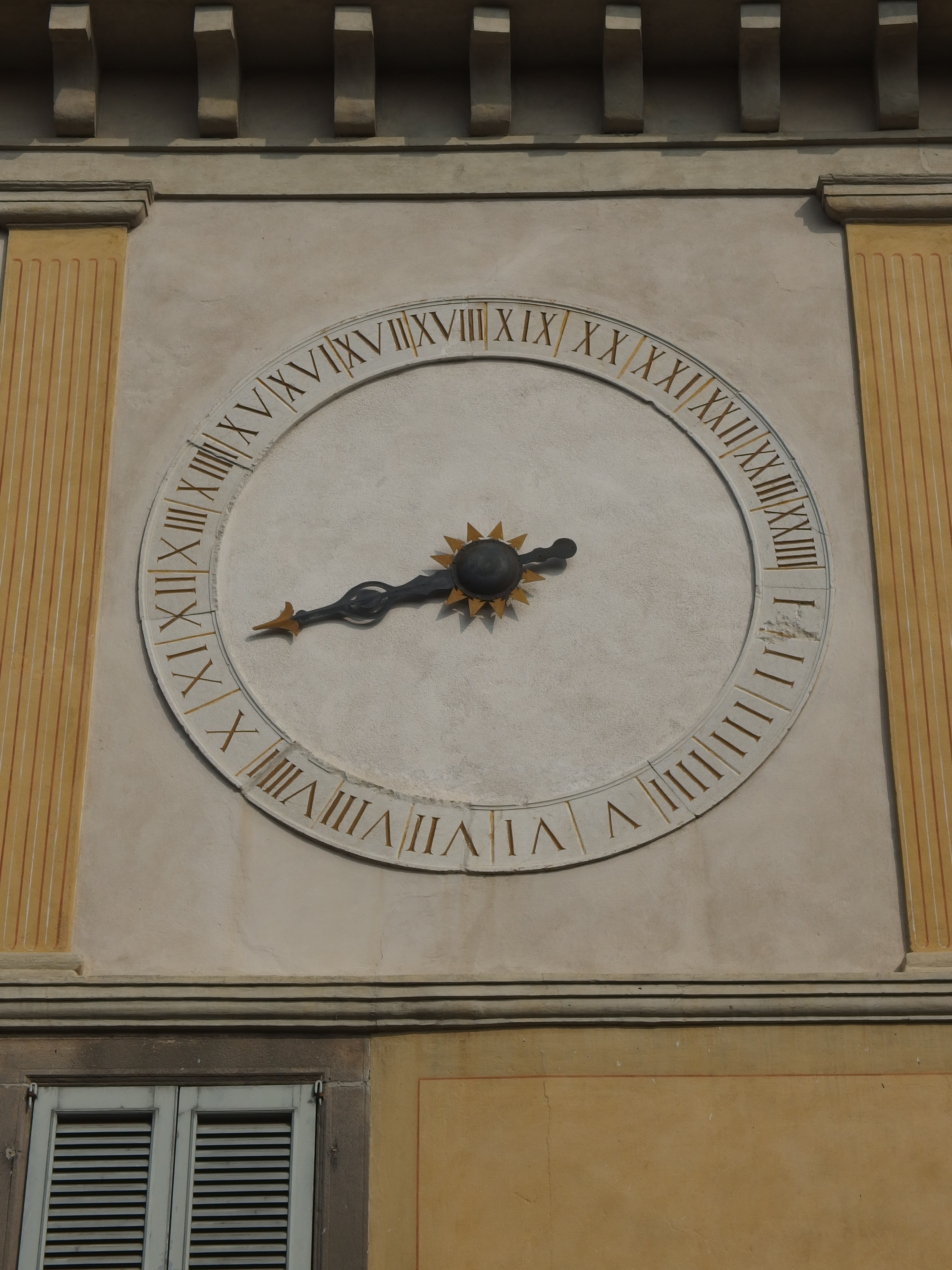
Věžní hodiny v obci Martinengo v provincii Bergamo v Lombardii

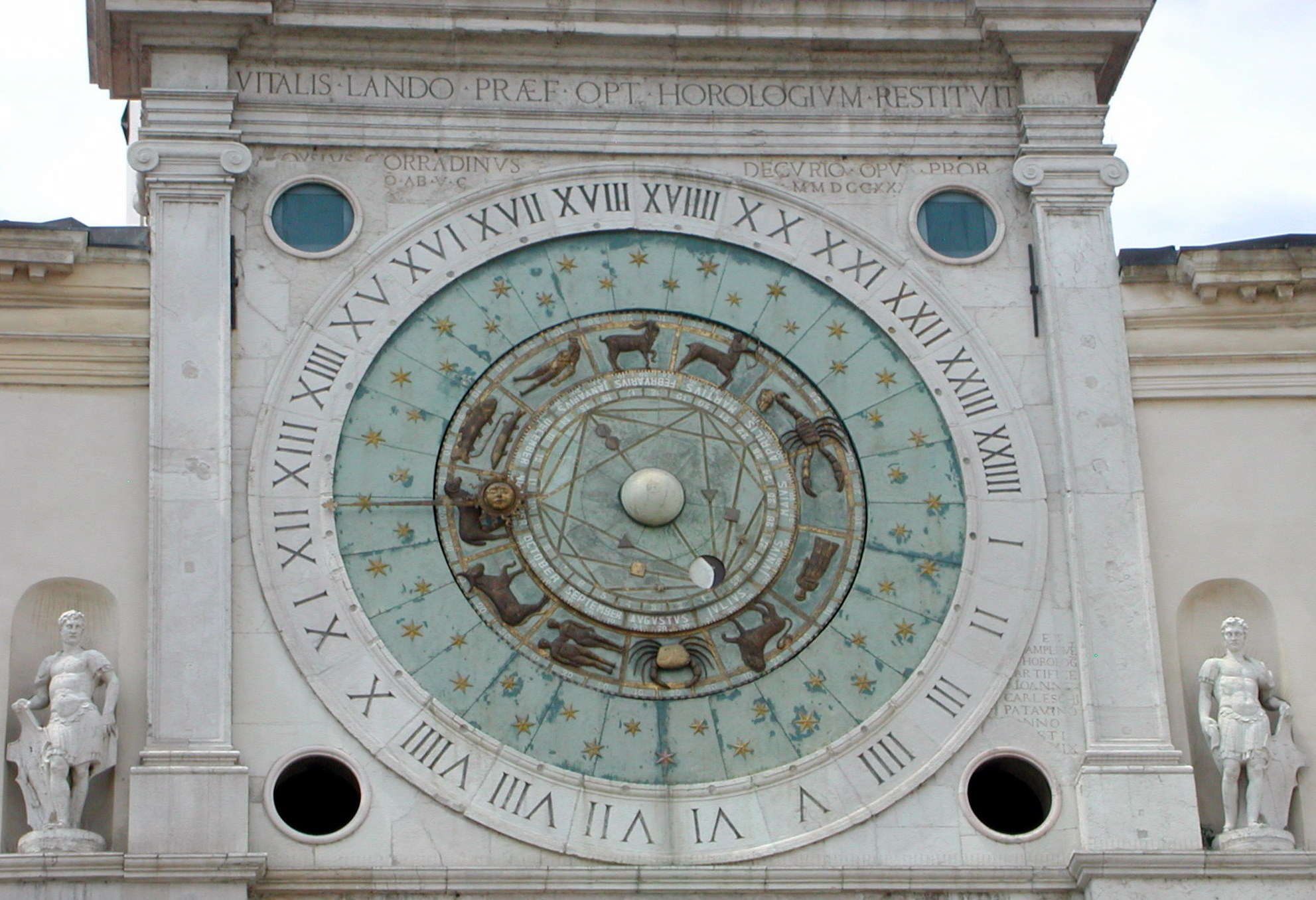
Orloj v Padově

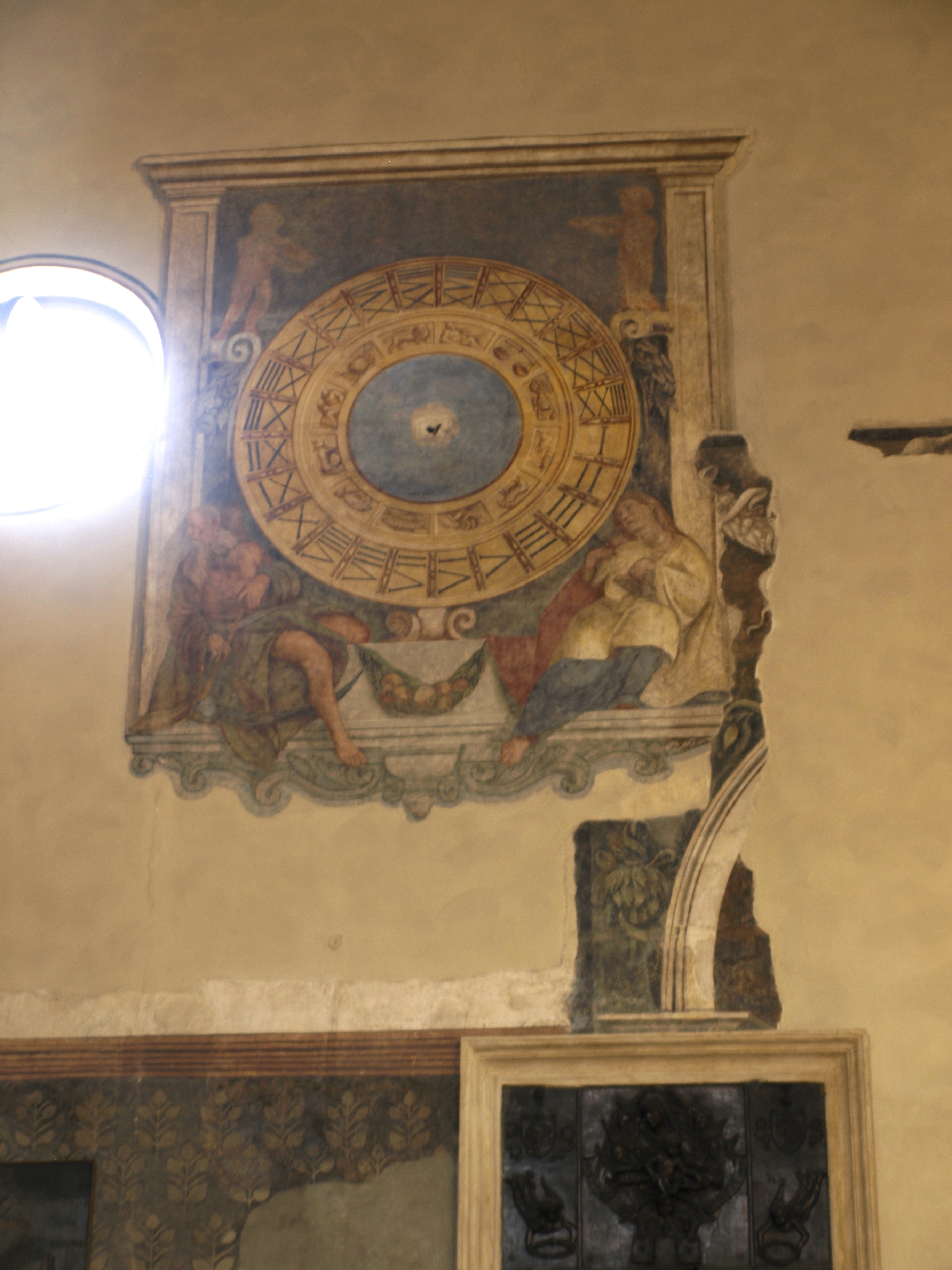
Statický čtyřiadvacetník v interiéru kostela Panny Marie, Služebnice Páně, v Padově

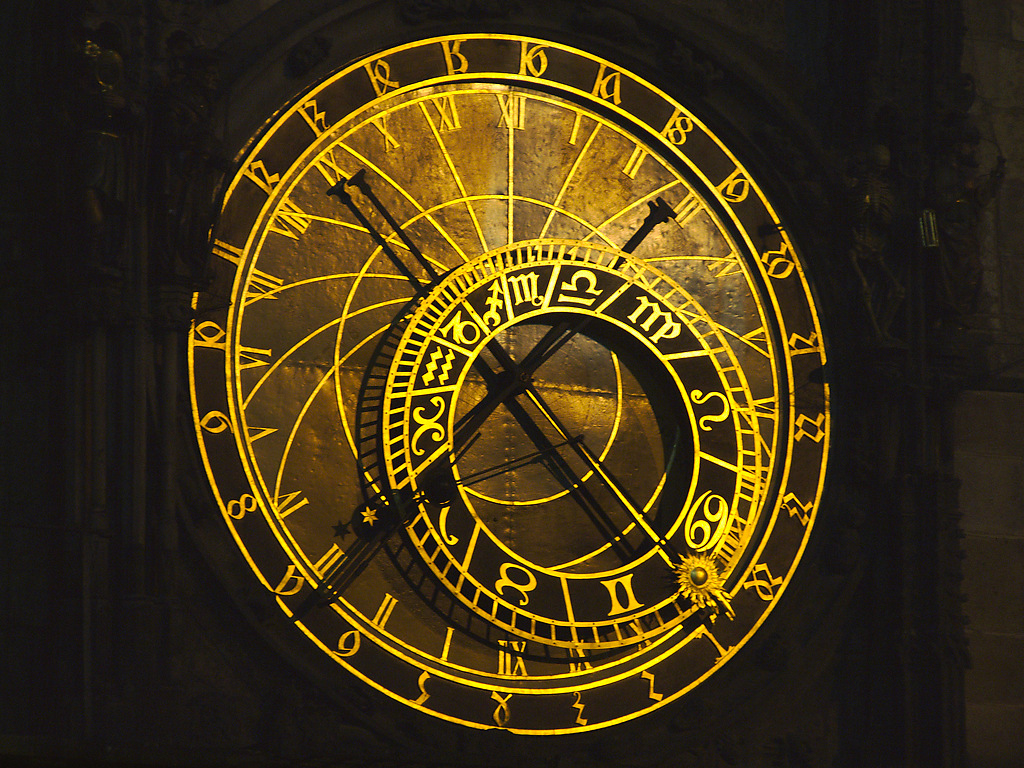
Staročeské hodiny jsou značeny arabskými číslicemi v pseudogotickém stylu na pohyblivém vnějším ciferníku pražského orloje

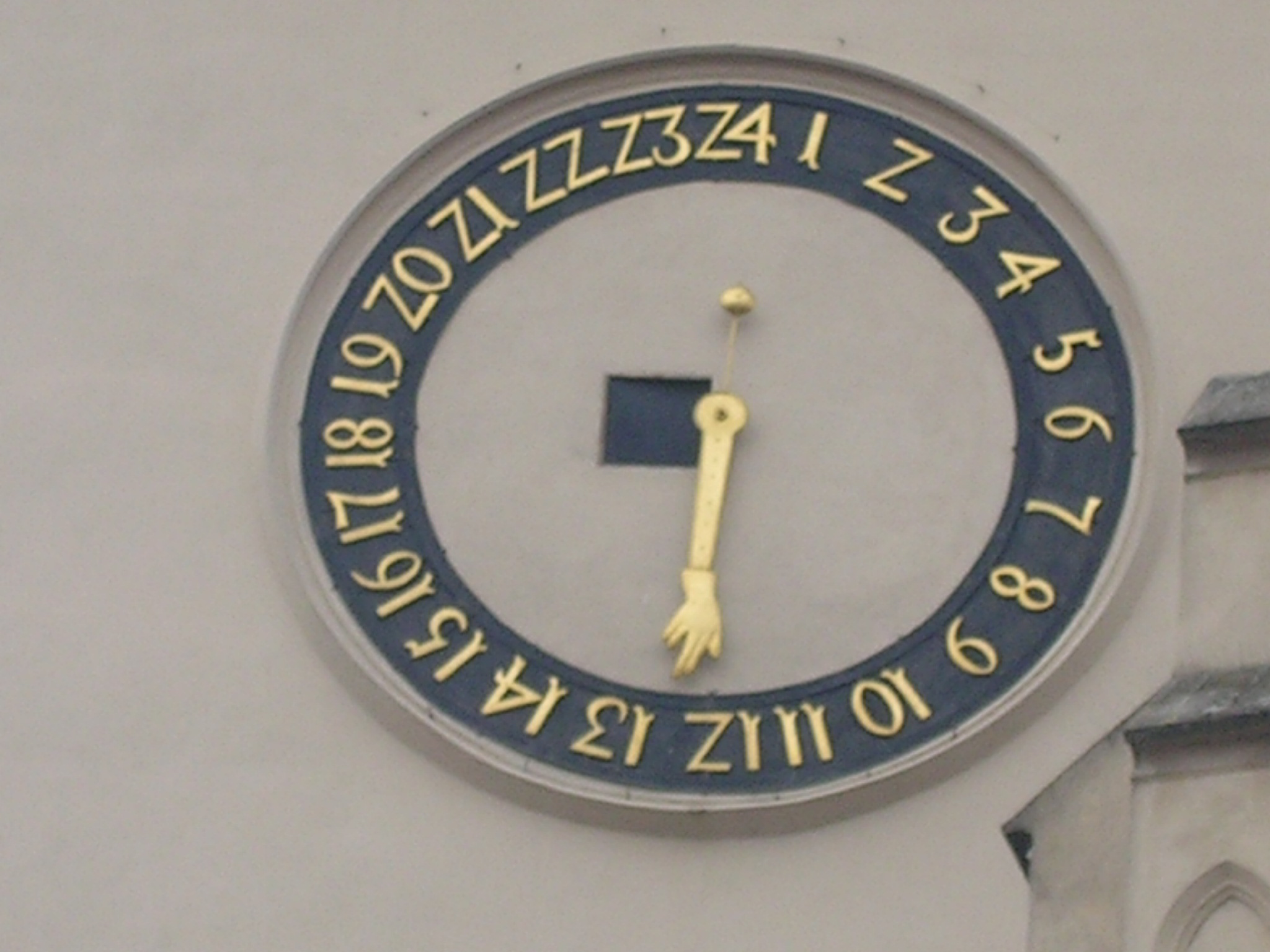
Čtyřiadvacetníkové hodiny z táborského farního kostela byly roku 1656 přeneseny na radnici, avšak pootočeny o 90° tak, aby zobrazovaly německý čas.

Vlašské hodiny (též české hodiny, staročeské hodiny, italské hodiny, vlašský čas, staročeský čas, italský čas, pravý sluneční český čas, počítání podle celého orloje, celoorlojní hodiny) byl způsob měření času založený na dělení dne na 24 stejně dlouhých hodin, přičemž počátek a konec dne připadal na večerní setmění, soumrak, případně již na západ slunce. Z Itálie se rozšířil přes další alpské země do českých zemí a Polska, v Čechách se používal zhruba od 14. do 17. století. Základní funkcí takového měření času bylo, že z časového údaje bylo zřejmé, kolik hodin ještě zbývá do setmění, tedy do ukončení práce. Poledne, půlnoc ani svítání však v tomto měření času nebyly nijak zvýrazněny. Potřeba systému měření času s pevnou délkou hodiny vyvstala zejména s vynálezem kolečkového hodinového stroje koncem 13. století. V českých zemích byly vlašské hodiny v 17. století vytlačeny hodinami německými neboli galskými, podle nichž měl den také 24 hodin stálé délky, ale počítaly se zvlášť napřed od půlnoci k poledni a pak znovu od první hodiny od poledne do půlnoci, vždy od první do dvanácté. Pražský staroměstský orloj vyzváněl podle staročeských hodin až do roku 1945. Protože tzv. německé hodiny se původně počítaly zvlášť na dopolední hodiny a zvlášť pro odpolední hodiny, říkalo se jim také počítání podle půlorloje, zatímco českým hodinám se říkalo počítání podle celého orloje (celoorlojní hodiny).

## Historie
Původnějším způsobem měření času na území českých zemí bylo dělení dne (období mezi východem a západem slunce, případně mezi svítáním a setměním) na 12 stejně dlouhých dílů, takže 6. hodina byla dovršena vždy v pravé poledne. Zimní hodina tak byla zhruba poloviční oproti letní hodině. Tyto hodiny se nazývaly babylonské, planetní, nerovné (horae inaequales).
Zavedení jak vlašských, tak německých hodin bylo spojeno s vynálezem mechanických strojů na měření času, tzv. horologií, počeštěně orlojů, pro něž by systémy měření času s pohyblivou délkou hodiny byly příliš složité. Spadá do konce 13. a průběhu 14. století.
Ciferník, který zobrazoval časový údaj, se nazývá čtyřiadvacetník. Typický italský čtyřiadvacetník, například v Benátkách, je pevný s číslem 24 situovaným na pravé straně. Čtyřiadvacetník na pražském orloji byl výjimečný tím, že má pohyblivý ciferník, který je považován za první a ve své době unikátní v tom, že skloubil astroláb (zobrazení pohybů slunce) se zobrazením italského času.
Obecně používaný italský, resp. český čas počítal den od západu slunce, resp. od setmění po západu slunce. Z některých historických poznámek a rytin vyvstalo podezření, zda se v českých zemích někdy nepoužívalo také 24hodinové měření času s pevnou délkou hodin, ale počátkem počítání ráno s východem slunce. V pražské orlojní knize je takováto varianta zmíněna („a jestli i hodiny od vejchodu české jmíti chceš, dělej je proti těmto křížem“), avšak nebylo doloženo, zda na některém orloji byl ciferník s takovým měřením skutečně použit. V Kunsthistorickém muzeu ve Vídni je dochován kabinetní orloj ze 70. let 16. století, který vycházel z pražského orloje, ovšem navíc v něm byly zakresleny i noční babylonské (resp. planetní) hodiny, a kolem astrolábu má tento orloj tři ciferníky: vnější ciferník zobrazuje hodiny německého času, pod ním je ciferník staročeského času počítaného od západu slunce, ale pod ním je další 24hodinový ciferník, který odpovídá českému ciferníku, avšak počítanému od východu slunce. Je tedy zřejmé, že nějakou dobu se souběžně používaly oba způsoby.
V západních a jižních zemích Německa se od italských hodin začalo ustupovat už ve 14. století a během 15. století vymizely i ve východních německých zemích. V některých italských městech přetrvávaly ještě koncem 80. let 19. století. Ze zemí na sever od Alp se počítání podle celého orloje udrželo nejdéle v Čechách. Až do 17. století není v kalendářích vyrobených v Čechách o hodinách na půl orloje téměř ani zmínka, teprve od poloviny 17. století začalo popisování nebeských úkazů podle obojích hodin a tak to bylo v českých kalendářích až do roku 1712. V německých kalendářích, tištěných v té samé době a ve stejných tiskárnách, byl čas označován jen půlorlojem.
České pojmenování obou způsobů měření času (české hodiny versus německé hodiny) nasvědčuje tomu, že setrvání u českých hodin a vzdorování německému systému mohlo mít u českých stavů i vlastenecké, protihabsburské konotace. Původní pojetí, podle nějž den začíná soumrakem, však přetrvává v církevní liturgii i lidových tradicích, podle kterých se některé svátky slaví již v předvečer. 
Německé hodiny, jejichž princip odpovídá dnešnímu standardnímu počítání času, v habsburské monarchii zaváděl již kolem roku 1547 Ferdinand I. Habsburský a definitivně jej v Čechách nařídil v roce 1621 (tedy v časové návaznosti na bělohorskou porážku) Ferdinand II. Štýrský. V té době se ještě nepoužíval jako čas pásmový, ale jako pravý sluneční čas, avšak zatímco český čas byl závislý na poledníku i rovnoběžce lokality, německý čas není závislý na rovnoběžce, ale pouze na poledníku. Na pásmový čas podle zpravidla hodinových pásem byl německý čas fixován až v 19. století v návaznosti na rozvoj dopravy, následně se i u něj začalo prosazovat počítání v jednom 24hodinovém cyklu místo dvou 12hodinových půlcyklů, i když mechanické ciferníky zůstaly dvanáctihodinové. Ve 20. století se, zpočátku jako mimořádné krizové opatření, později jako běžný stav, začal používat sezonní posun času o pásmo vedle, tj. letní čas, výjimečně i zimní čas.

## Dochované ciferníky
V Čechách se dochovaly čtyřiadvacetníky jen zřídka. Staročeský čas ukazuje pohyblivý čtyřiadvacetník na staroměstském orloji. Na věži staré radnice  v Táboře jsou čtyřiadvacetníkové hodiny, které byly roku 1656 přeneseny z pobořené věže táborského farního kostela, avšak pootočeny o 90° tak, aby zobrazovaly německý čas. Podobně na atypicky umístěných hodinách na věži Kostela Nanebevzetí Panny Marie v Havlíčkově Brodě je jeden z ciferníků čtyřiadvacetihodinový, avšak nyní orientovaný nulou nahoru. Tento staročeský ciferník byl přenesen z Dolní brány, zbourané v 19. století. Staročeský čtyřiadvacetník napodobuje též secesní litomyšlský orloj na budově staré radnice v Litomyšli, tento ciferník však pochází z roku 1907 a staročeský čas nikdy neukazoval. Všechny tři tyto statické čtyřiadvacetníky (Tábor, Havlíčkův Brod, Litomyšl) mají ve vrcholu ciferníku půlnoc, ačkoliv normálně jak staročeský 24 hodinový, tak německý 12hodinový ciferník jsou postaveny na logice, že mají ve vrcholu ciferníku poledne, tj. pohyb hodinové ručičky je alespoň přibližně analogií pohybu slunce po obloze.